# Jane Ira Bloom
Jane Ira Bloom (Boston, 1955) es una música estadounidense de jazz, saxofonista soprano y compositora; también toca el saxo alto. 

## Biografía
Comenzó su vida musical como pianista y percusionista. Posteriormente se pasó al saxofón alto de forma eventual para, después, dar el paso definitivo al saxo soprano como instrumento principal. Decidió dedicarse profesionalmente a la música, mientras estaba estudiando en la Universidad de Yale, de la que recibió una titulación en Humanidades y un master en música.
Jane Ira Bloom es una pionera en el uso de dispositivos electrónicos en la música de jazz.
Fue la primera músico en ser comisionada por el Programa de Arte de la NASA; en 1989 creó tres composiciones musicales originales: "Most Distant Galaxy", para saxofón soprano y electrónica en vivo, cinta preparada, bajo, batería y percusión electroacústica; Fire & Imagination, para saxofón soprano, improvisadores y orquesta de cámara; y Más allá del cielo, para conjunto de viento. 
El asteroide 6083 Janeirabloom fue denominado con su nombre.
En 2007, fue galardonada con una Beca Guggenheim en composición musical.
Recientes colaboraciones incluyen actuaciones en vivo y grabaciones con la orquesta underground de Nueva York, M'Lumbo.
Bloom es profesora titular en la Nueva Escuela para el jazz y la música contemporánea en el Greenwich Village de Nueva York. 
Está casada con el actor y director Joe Grifasi (casados en 1984).
Su lanzamiento en 2013, Sixteen Sunsets, recibió una nominación al Grammy en los 56 Premios Grammy en la categoría de Mejor Sonido Surround, con el ingeniero de sonido Jim Anderson.
Bloom ganó el premio Chamber New America Jazz Works en 2015 por una nueva composición inspirada en la poetisa norteamericana del siglo XIX Emily Dickinson. El trabajo resultante, titulado "Wild Lines" se estrenó en 2016 con críticas positivas

## Colaboraciones
Ha colaborado, entre otros, con Kenny Wheeler, Charlie Haden, Ed Blackwell, Rufus Reid, Matt Wilson, Bob Brookmeyer, Julian Priester, Jerry Granelli, Matt Wilson, Jay Clayton, Mark Dresser, Bobby Previte y Fred Hersch.

## Premios y reconocimientos
Entre otros:
- 2007 Guggenheim Fellowship en composición musical.
- 2007 Mary Lou Williams Women In Jazz.
- 2001, 2003 y 2006 Saxo soprano de jazz del año (Down Beat International Critics Poll)
- Charlie Parker Fellowship for Jazz Innovation.
- International Women in Jazz Jazz Masters.

## Discografía

### Como líder
- We Are, 1978 (con Kent McLagan)
- Second Wind, 1980 (con Larry Karush, David Friedman, Kent McLagan y Frank Bennett)
- Mighty Lights, 1982 (con Fred Hersch, Charlie Haden, Ed Blackwell)
- As One (JMT, 1984) (con Fred Hersch)
- Modern Drama, 1987 (con Fred Hersch, Ratzo Harris y Tom Rainey)
- Slalom, 1988 (con Fred Hersch, Kent McGlagan y Tom Rainey)
- Art & Aviation, 1992 (con saxo eléctrico con Jerry Granelli, Kenny Wheeler, Michael Formanek, Kenny Werner, Rufus Reid y Ron Horton)
- The Nearness, 1995 (con Julian Priester, Kenny Wheeler, Rufus Reid y Bobby Previte)
- The Red Quartets, 1999 (con Fred Hersch, Mark Dresser y Bobby Previte)
- Sometimes the Magic, 2001 (con Vincent Bourgeyx, Mark Dresser y Bobby Previte)
- Chasing Paint, 2003 (con Fred Hersch, Mark Dresser y Bobby Previte)
- Like Silver, Like Song, 2004 (con Jamie Saft, Mark Dresser y Bobby Previte)
- Mental Weather, 2008 (con Dawn Clement, Matt Wilson y Mark Helias)
- Wingwalker, 2011 (con Dawn Clement, Mark Helias y Bobby Previte)
- Sixteen Sunsets, 2013 (con Dominic Fallacaro, Cameron Brown y Matt Wilson)
- Early Americans, 2016 (con Mark Helias y Bobby Previte)

### Como invitada
- Jazzantiqua, 1983 (de Fredrick Hand con Jane Ira Bloom, Keith Underwood y Joe Passaro)
- Popular Science, 2013 (de M'Lumbo - con Page Hamilton [Helmet], Jane Ira Bloom y Gary Lucas)